# За Україну
За Україну — патріотичний вірш Миколи Вороного.

## Написання
Текст написав поет та один з засновників Української Центральної ради навесні 1917 року, невдовзі після Лютневої революції. Того ж року її опубліковано в одному з перших номерів «Народної волі», а невдовзі — і в стрілецьких часописах (1922-го — з нотами). Музичну обробку згодом здійснив Ярослав Ярославенко. З часом оригінальний текст дещо видозмінився, й композиція стала також відома під назвою «О Україно, люба ненько».
Мелодійно очевидно ідентична композиції «Многая літа», відомої від XVIII ст. як церковнохорова, а згодом, переважно на заході України та в діаспорі, і як святкова пісня. Був це початковий задум поета чи варіація пізнішого аранжування достеменно не відомо.

## Популярність
Твір, сповнений віри у здійснення віковічних прагнень народу до соціального й національного визволення та розбудови незалежної держави, швидко став популярним по обидва боки Дніпра, пісня міцно ввійшла до репертуару багатьох тогочасних військових з'єднань українців: і галичан, і наддніпрянців.
За часів української незалежності мелодія на поєднанні мотиви «За Україну» Вороного та «Червоної калини» Чарнецького довгий час були офіційними фанфарами президента України, а також звучали на різних громадських врочистостях. Традиція змінилась за часів Порошенка, відколи оркестранти почали надавати перевагу фанфарі Петриненка «Україна». В аранжуванні для військових духових оркестрів — як зустрічний марш та як один з мотивів «За рідну землю» Сапелюка — входять до репертуару оркестрів ЗСУ та мілітарійних навчальних закладів, зокрема ЛДУВС. Також твір широковідомий у виконанні хорових та музичних колективів країни та за її межами.
Слова з твору — «За Україну, за її волю» вишито на бойових прапорах частин Збройних сил України.

## Текст
| За Україну З огнем завзяття Рушаймо, браття, Всі вперед! Слушний час Кличе нас, Ну-ж бо враз Сповнять святий наказ! Приспів: За Україну, за її долю, За честь і волю, за народ. Ганебні пута Ми вже порвали І зруйнували Царський трон! З-під ярем І з тюрем, Де був гніт, Ми йдем на вольний світ! О Україно! О рідна Ненько, Тобі вірненько Присягаєм: Серця кров І любов Все тобі Віддати в боротьбі. Вперед же, браття! Наш прапор має І сонце сяє Нам в очах! Дружний тиск, Зброї блиск, Кари гнів, І з ним свобідний спів. | О Україно, о люба ненько, Тобі вірненько присягнем.(2) Серця кров і любов - Все тобі віддати в боротьбі! За Україну, за її волю, За честь, за славу, за народ!(2) Яремні пута ми вже пірвали І зруйнували царський трон.(2) З-під ярем і тюрем, Де був гніт, ми йдем на вольний світ! За Україну, за її волю, За честь, за славу, за народ!(2) Вперед же, браття, наш прапор має І сонце сяє нам в очах, (2) Дружній тиск, зброї блиск, В серці гнів і з ним славетний спів. За Україну, за її волю, За честь, за славу, за народ!(2) |  |